# Castelões (Vila Nova de Famalicão)
Castelões is een plaats (freguesia) in de Portugese gemeente Vila Nova de Famalicão en telt 1746 inwoners (2001).